# リュムケル山

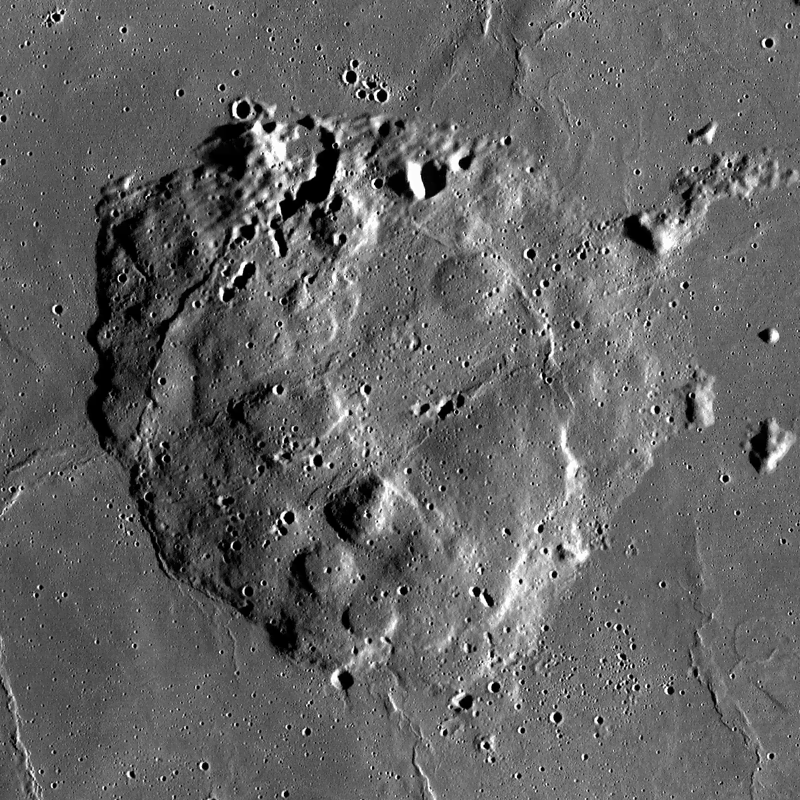

リュムケル山(Mons Rümker)は、月の表の北西部にある火山である。月面座標は、北緯40.8°、西経58.1°である。この山は、嵐の大洋の北部に大きな高い丘を形成している。この丘の直径は70kmで、標高は約1100mである。ドイツの天文学者カルル・ルートヴィヒ・クリスティアン・リュムケルに因んで名付けられた。
リュムケル山には、30個のドーム状の構造(w:Lunar dome)が集中しており、そのうちのいくつかは、頂上に小さなクレーターを持っている。これらは傾斜の緩い円形で、標高は数百mである。ドームは、部分的に噴出した溶岩がゆっくりと固まってできたものである。
リュムケル山は急斜面によって囲まれ、海から隔てられている。高さは、西側で900m、南側で1100m、東側で650mである。リュムケル山の地表は比較的単一で、月の海を形成する物質の分光学的特徴を強く持っている。この山の形成に使われた溶岩の量は、1800km3と見積もられている。